# 刘珍瑜
刘珍瑜（1970年8月—），土家族，湖南省石门县人，中华人民共和国政治人物。

## 生平
1970年8月，刘珍瑜出生在湖南省石门县。1988年，刘珍瑜考入中国人民大学哲学系学习伦理学。1992年大学毕业后，刘珍瑜被分配在湖南省直机关党校当一名教师。1996年4月调入中共湖南省委台湾工作办公室宣传交流处，1996年12月加入中国共产党，次年4月升为副主任科员，2000年8月升为主任科员。2003年12月，刘珍瑜升任中共湖南省委台湾工作办公室秘书处副处长。2005年3月调任综合调研处副处长、2006年4月成为处长。2006年7月调任联络交往处处长，在任期间的2006年11月至2008年12月挂职任湘潭市人民政府副秘书长兼九华经济开发区常务副主任。2009年1月调任经济处处长。2010年1月，刘珍瑜晋升中共湖南省委台湾工作办公室（省政府台湾事务办公室）副主任。
2014年4月，刘珍瑜调任中共湘西土家族苗族自治州委常务委员、中共吉首市委书记。2020年4月，刘珍瑜升任湘西土家族苗族自治州人民政府副州长，之后升为常务副州长。

### 落马
2023年3月31日，刘珍瑜因涉嫌严重违纪违法接受湖南省纪委监委纪律审查和监察调查。而其上司湘西州长龙晓华已于2月19日已经落马，同年9月，刘氏被中共湖南省纪委监委开除党籍和公职，并于当年11月遭提起公诉。